# Eutingen im Gäu
Eutingen im Gäu település Németországban, azon belül Baden-Württembergben. Lakosainak száma 6035 fő (2023. december 31.).

## Népesség
A település népessége az elmúlt években az alábbi módon változott:
| Lakosok száma | 3370 | 5704 | 5743 | 5965 | 5986 | 6035 |
|               | 1975 | 2017 | 2019 | 2021 | 2022 | 2023 |